# Karl Rösener (Mediziner)

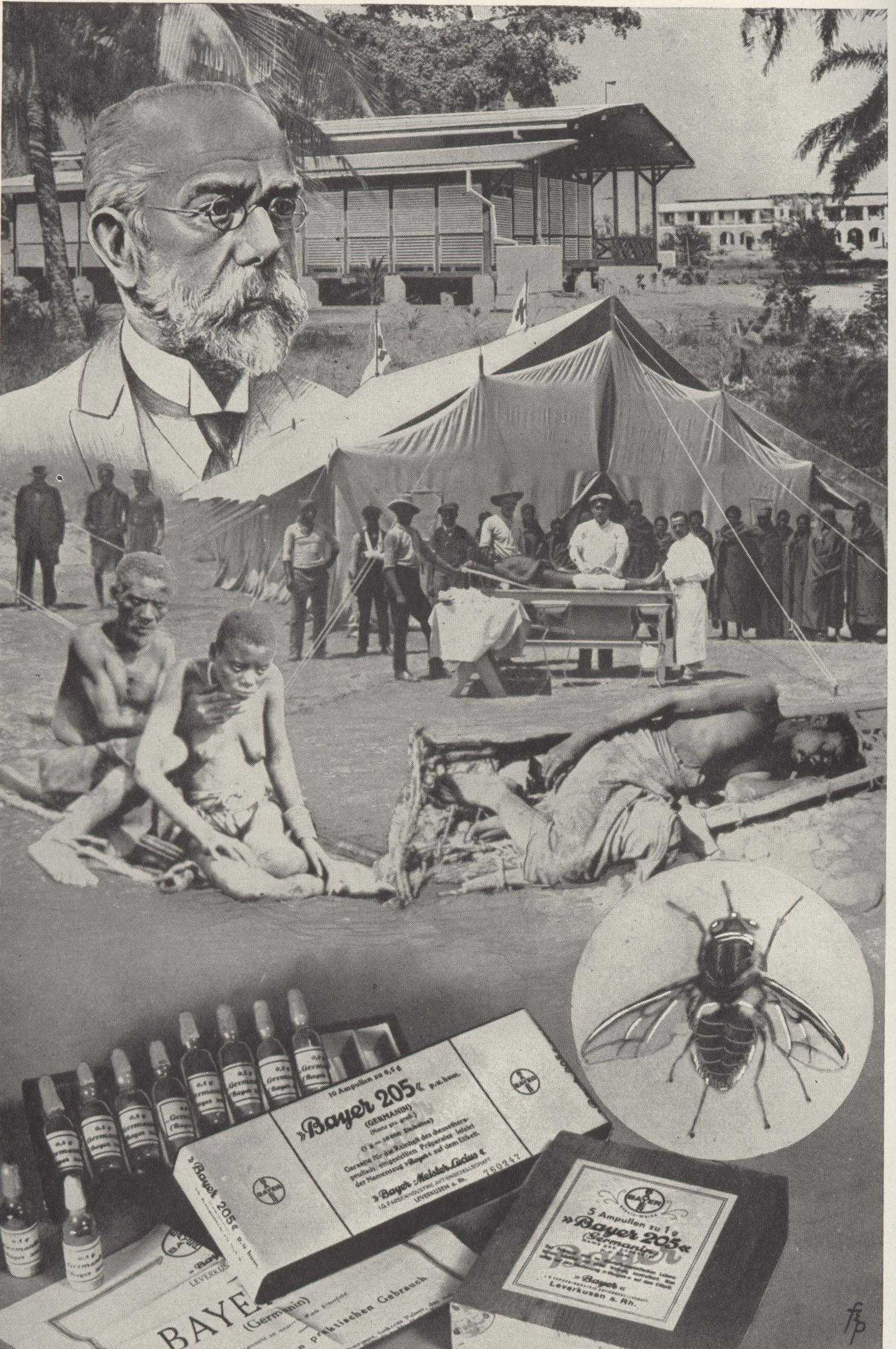
Collagenbild zum Thema "Schlafkrankheitsbekämpfung durch deutsche Kolonialärzte". Oben Robert Koch, der als Mikrobiologe die Grundlagen zum ganzen Forschungsprojekt gelegt hatte und dessen früherer Assistent Karl Röseners Kameruner Chef, Friedrich Karl Kleine war. Daneben Schlafkrankenstationen und -behandlung in Kamerun, unten das Medikament "Bayer 205".

Karl Rösener (* 24. Dezember 1879 in Grünstadt; † 12. Mai 1956 in Schnaittach) war ein deutscher Arzt, Kolonialpionier und Tropenmediziner in Kamerun. Er wurde zum Spezialisten in der Bekämpfung der Schlafkrankheit, später Medizinalrat und Professor.

## Leben
Karl Rösener wurde als Sohn des Geschäftsmannes Carl Rösener und seiner Frau Elisabetha geb. Klingel, in Grünstadt, Pfalz, Königreich Bayern geboren.
Hier wuchs der Junge auch auf. Von 1883 bis 1893 besuchte er die dortige Volks- und die Lateinschule; von 1893 bis 1898 das Humanistische Gymnasium in Kaiserslautern.
Danach studierte Rösener erst Jura, dann Medizin an der Universität München, 1899/1900 in Straßburg, zuletzt in Erlangen, wo er am 22. Juli 1904, mit der Note „gut“, zum Dr. med. promovierte. In seiner Straßburger Zeit leistete er im Reichsland Elsaß-Lothringen, beim 2. Ober-Elsässischen Feldartillerie-Regiment Nr. 51, einen Teil seiner Wehrpflicht im Sanitätsdienst ab, was ihm gleichzeitig als Berufspraktikum diente. Dies geschah als „Einjährig Freiwilliger“ vom 1. Oktober 1899 bis zum 31. März 1900. Man entließ Karl Rösener als "überzähliger Sanitätsgefreiter" unter der Auflage, den Rest der Wehrpflicht nachzuholen. Nach seiner Promotion wurde er wieder Soldat, nun in der Bayerischen Armee. Ab 15. Oktober 1904 trat er als Unterarzt beim 6. Bay. Feldartillerie Regiment ein, seit 30. November 1904 diente er in gleicher Funktion heimatnah beim 18. Bay. Infanterie-Regiment in Landau. Am 24. März 1905 avancierte er hier zum Assistenzarzt.
Karl Rösener trat am 14. Mai 1905 zur kaiserlichen Schutztruppe von Deutsch-Südwestafrika über, wo er am 27. Januar 1908 seine Beförderung zum Oberarzt erhielt. Mit Datum vom 1. Februar 1909 wechselte Rösener zur deutschen Schutztruppe in Kamerun. Hier war der Pfälzer Arzt zunächst in Dume stationiert.
Als die deutsche Kolonie Kamerun durch den Marokko-Kongo-Vertrag 1911 um Neukamerun erweitert wurde, nahm Rösener dort seine Tätigkeit auf. Hier galt es besonders die weit verbreitete, tödliche Schlafkrankheit zu bekämpfen, worum sich der Pfälzer Arzt sehr verdient machte. In Akonolinga arbeitete er mit dem bekannten Mediziner Dr. Gottfried Freyer im Schlafkrankenlager an der wissenschaftlichen Untersuchung der Krankheit. Karl Rösener entwickelte sich zum anerkannten Spezialisten für dieses Leiden. Am 18. August 1912 wurde der Pfälzer zum Stabsarzt ernannt. Später leitete er die Schlafkrankheitsbekämpfung im Carnot-Nola-Gebiet (Bezirk Ober-Ssanga-Uham, mit Regierungssitz in Carnot).

Der Forschungsreisende Georg Escherich schreibt diesbezüglich über Dr. Rösener in seinem Buch "Quer durch den Urwald von Kamerun": 

„Das beste Zeichen für die damalige Tätigkeit unserer Ärzte ist das uneingeschränkte Vertrauen, das sie im verseuchten Gebiete überall hatten. Vor allem standen Dr. Rösener und seine Herren im ganzen Gebiet im größten Ansehen, und schon in Gaza hat mir der dortige Häuptling erzählt, daß der deutsche Doktor eine "big medicine" habe und die Leute, die sie bekämen, nicht mehr so viel sterben würden.“

Bei Ausbruch des Ersten Weltkrieges zählte Karl Rösener unter der Leitung des berühmten Schlafkrankheitsforschers Friedrich Karl Kleine zu den 17 Sanitätsoffizieren der deutschen Schutztruppe und nahm an den Kämpfen teil, bis man diese Anfang 1916 wegen fehlender Munition, Ausrüstung und Verpflegung als aussichtslos einstellte. Die Reste der Einheit – 600 Europäer und 6000 Afrikaner, die einer Übermacht von 15.000 alliierten Kämpfern trotzten – trat am 14. Februar 1916 in die benachbarte, neutrale Rio-Muni-Kolonie (Spanisch-Guinea) über, wo man sie entwaffnete und unter spanischen Schutz stellte. Die Ärzte Friedrich Karl Kleine und Karl Rösener kamen von dort nach Spanien und blieben den Krieg über in Madrid (Kleine) bzw. Saragossa (Rösener) interniert.
Rösener, dem man auch zum Medizinalrat befördert hatte, lebte später als Professor und Kapazität für Tropenkrankheiten im fränkischen Schnaittach, wo er 1956 verstarb.
Die Forschungen von Friedrich Karl Kleine, Karl Rösener und anderen namhaften Kolonialmedizinern führten zur Entwicklung des weltberühmten Medikamentes "Bayer 205" oder "Suramin", dem ersten voll funktionstüchtigen Heilmittel gegen die gefürchtete Schlafkrankheit, das unter dem Namen "Germanin" vertrieben wurde. Germanin – Die Geschichte einer kolonialen Tat heißt auch ein deutscher Spielfilm von 1943, der dieses Kapitel deutscher Medizinal-Kolonialgeschichte zwar interessant, aber teilweise propagandistisch verzerrt darstellt.